# Jörg Wunderlich (voetballer)
Jörg Wunderlich (9 juni 1962) was een (Oost-)Duits voetballer die speelde als verdediger.

## Carrière
Wunderlich speelde gedurende zijn carrière vooral in het voormalige Oost-Duitsland en bleef ook na de hereniging spelen voor ploegen uit deze regio. Tussen 1984 en 1996 speelde hij voor Vorwärts Dessau, Chemie Böhlen, VfB Leipzig en Sachsen Leipzig.